# 雷殿駅
雷殿駅（らいでんえき）は、富山県にあった、立山黒部貫光無軌条電車線（立山トンネルトロリーバス）の駅（廃駅）である。当初はバス停留所であった。

## 歴史
トンネル内に設けられた同線唯一の途中駅であり、主に登山客やタンボ沢下りのスキー客が利用者だった。立山トンネルにディーゼルバスが運行されていた当時に、バス停として設置された。その後トロリーバスへの転換の際に駅の新設と、駅近くへの変電所設置が計画に盛り込まれ、転換後は鉄道事業法上の鉄道駅となった。
鉄道駅となってから2年後に駅周辺の登山道が崩壊したため、以後長らく休止状態になっていたが、その後も営業を再開することはなく、2013年11月30日に正式に廃止された。駅の位置は室堂を出発し、すれ違い地点を過ぎると正面にトンネル出口とその手前で本線が左折する箇所である。トロリーバス車両の車内には2024年の運行廃止（電気バスへの転換による）時点まで、雷殿駅利用客用の押ボタンが残されていた。

### 年表
- 1971年（昭和46年）4月25日：室堂 - 大観峰間にバスが開通したが、当時は未設置。
- 1972年（昭和47年）7月20日：雷殿バス停が設置される[1]。
- 1996年（平成8年）4月23日：室堂 - 大観峰間のバスがトロリーバスになり、鉄道事業法上の鉄道駅となる。
- 1998年（平成10年）8月10日：駅に繋がる登山道が崩壊したため、雷殿駅を休止[1]。
- 2013年（平成25年）11月30日：廃止[1]。

## 現状

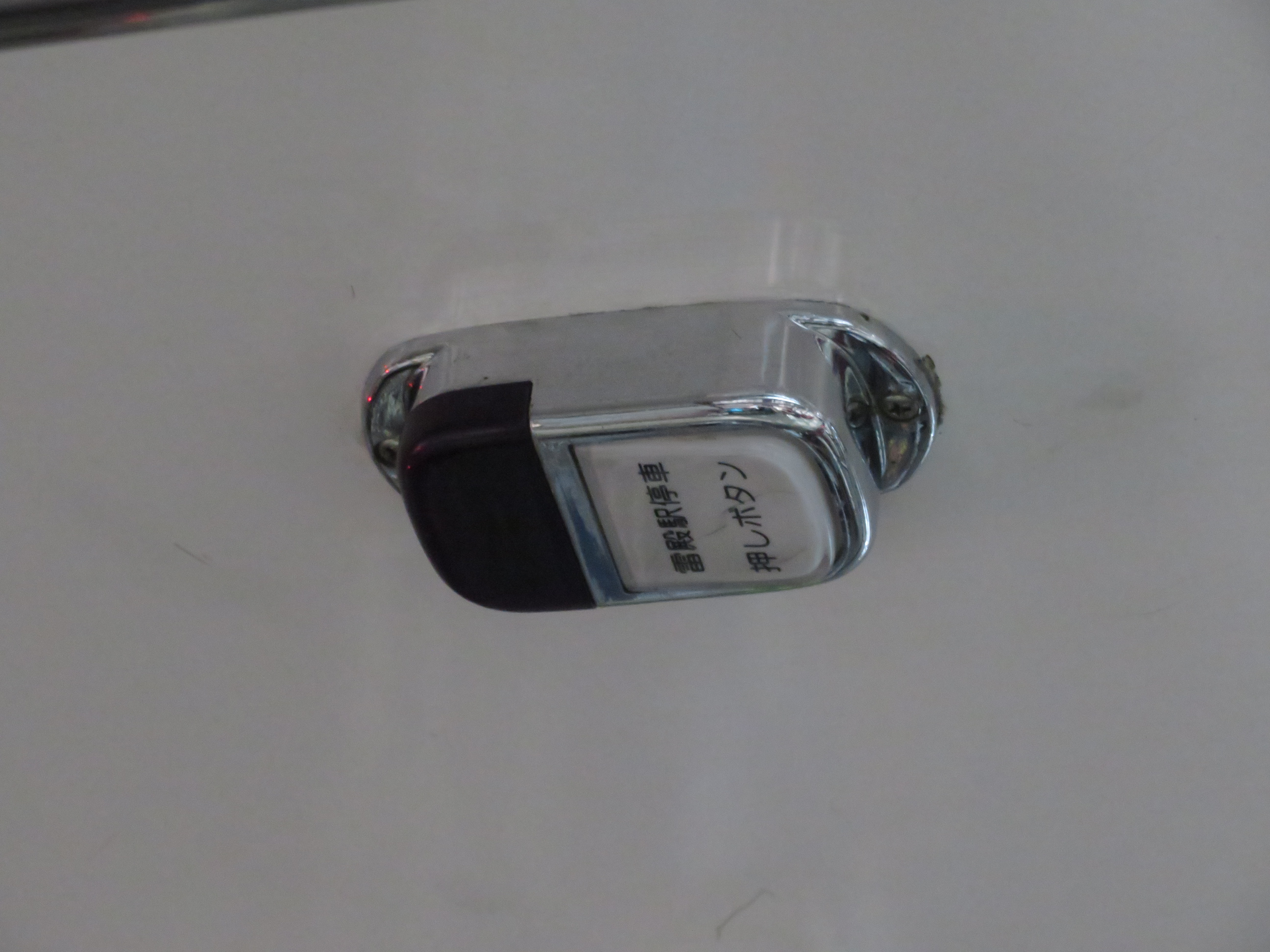
トロリーバス車内に残る雷殿駅降車用の押しボタン

2016年時点で、駅施設は撤去されているが駅出口などは残っていた。

## 雷殿駅からの登山道

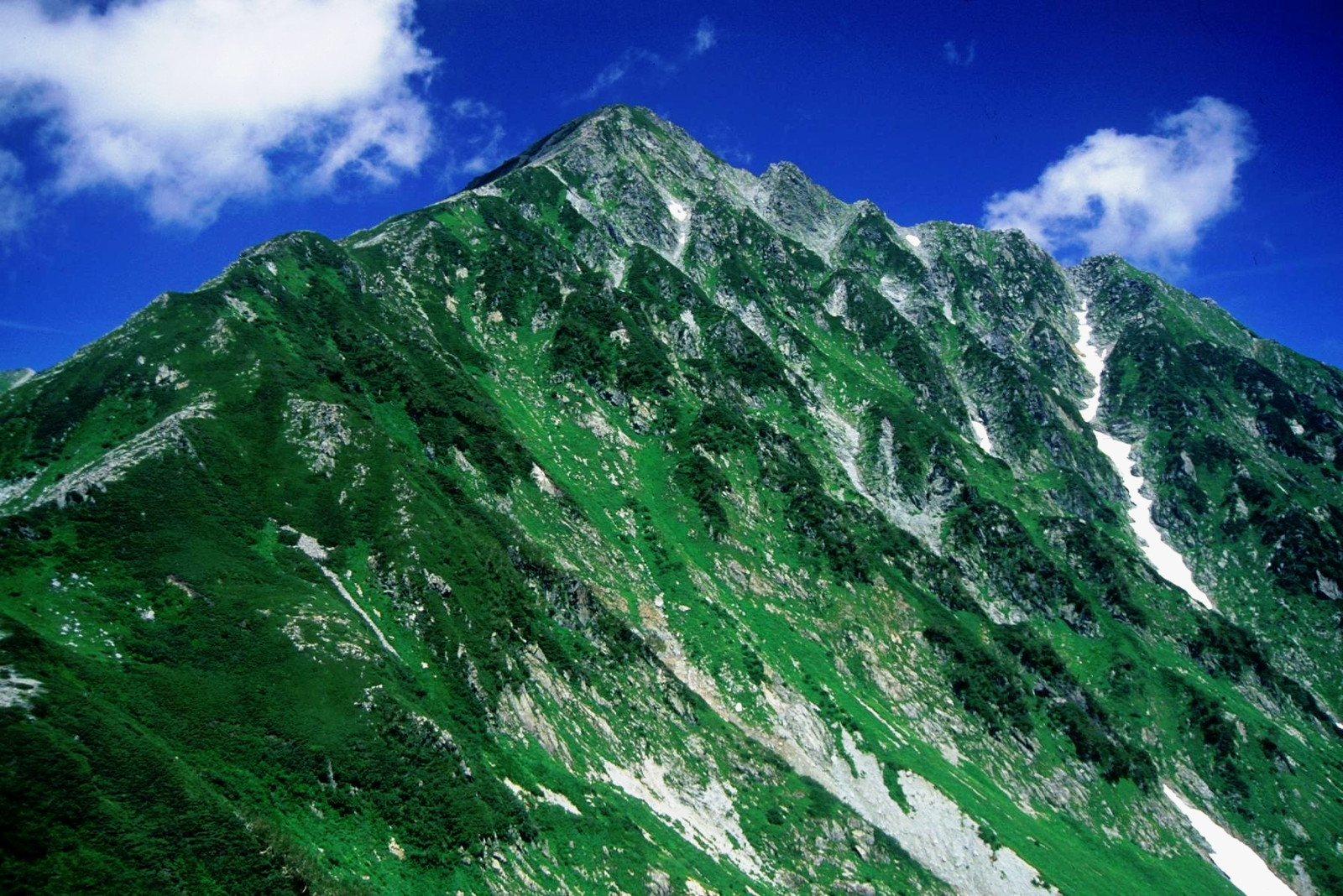
東一ノ越から望む立山の雄山

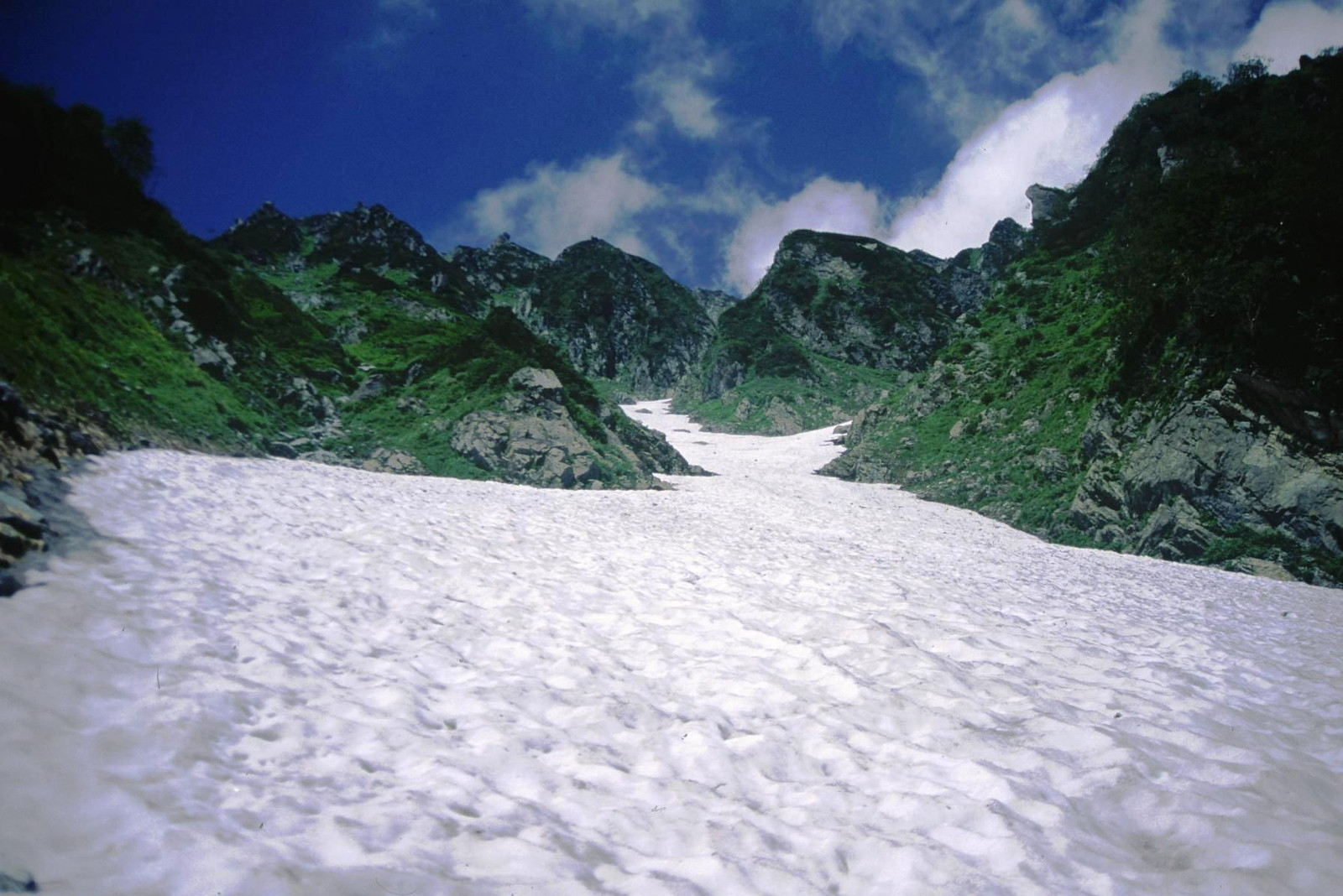
雷殿駅から東一ノ越へ向かう登山道からの雪渓と立山

登山道が崩落する以前は、雷殿駅から立山の南東斜面をトラバースして東一ノ越へ至る登山道が利用できた。登山道は、何箇所かの雪渓を横切っていた。東一ノ越で、黒部ダムと室堂駅を結ぶ登山道に合流する。駅出入り口であるトンネル坑口は黒部平駅の展望台から目視可能である。

## 隣の駅
立山黒部貫光
無軌条電車線（立山トンネルトロリーバス）
大観峰駅 - 雷殿駅 - 室堂駅